# Клоново
Кло́ново — село (нежилое) на северном берегу Клоновского озера, в центральной части Виноградовского района Архангельской области.

## География
Клоново находится в 15 км к северо-востоку от Конецгорья, в таёжной местности, на территории Клоновского заказника, где в Клоновское озеро впадает река Кидова.

## История
Согласно местному поверью, Клоново образовалось раньше, чем Конецгорье, а Кирьи горы (Ростовское) впервые упоминаются в 1504 году.
В 1574 году конецгорские и ростовские крестьяне (тогда — Подвинский стан, Важского уезда, ныне — Осиновское сельское поселение, Виноградовский район Архангельской области) сожгли Клоновский монастырь, с которым у них велись многолетние поземельные споры, и тем избавились от монастырской эксплуатации. В 1782 году Клоновский монастырь был обращён в приход. Затем, в Шенкурском уезде, долгое время существовала Клоновская (Киселёвская) волость. В 1831 году Клоновская государственная волость объединяла волости: Клоновскую, Троицкую Сийскую, Прилуцкую, часть Конецгорской Сийской волости, Кодлозерскую пустынь. С 1871 года — в Ростовской волости. В 1902—1912 годах в 3—м стане Шенкурского уезда. Основным занятием населения было сельское хозяйство, рыболовство и лесозаготовка. С 1926 года — в Кургоминской волости.
После Великой Отечественной войны, с которой не вернулось более 60 селян, Клоново стало вымирать, так как не было электрифицировано.
В 1953 году была закрыта почта. В 1954 году Конецгорский, Клоновский и Ростовский сельсоветы были объединены в один — Конецгорский сельский совет. В 1959 году объединились колхозы «Красный лесоруб» (Клоново) и «За Родину» (Конецгорье). В 1969 году закрылась Клоновская начальная школа, а в 1971 году Клоново покинули последние жители. Большинство домов было разобрано и перевезено на центральную усадьбу Конецгорского сельсовета. Ныне на картах указано урочище Клоново, а территория села с 1980 года относится к Клоновскому заказнику.

## Демография
В 1785 году численность населения Клоновской волости составляла 292 человека. В 1888 году в трёх деревня Клоновского прихода проживало 346 душ обоего пола. В 1918 году — 551 человек (Починок 71 чел., Вастьяновская 414 чел., Закидовская 62 человек). По переписи 1920 года в Клоновском обществе было 413 человек (в том числе в деревне Закидовская (Закидово) — 59 чел., а в деревне Вастьяновская (Вастьяново) — 354 чел.). В 1925 году — 499 человек.

## Этимология
Существует несколько вариантов объясняющих название:
- 1) Князь Клоново — «святое место».
- 2) От Склон—озеро — «ранешнее» название Клоновского озера.
- 3) От того, что люди ходили в монастырь кланяться — «бить поклоны».

### Карты
- Топографическая карта P-38-39,40. (Лист Рочегда)
- Клоново на Wikimapia) Архивировано 25 августа 2011 года.
- Клоново. Публичная кадастровая карта. Архивировано из оригинала 5 марта 2016 года.
- Топографическая карта P-38-039-A,B Архивная копия от 10 июня 2015 на Wayback Machine